# ميشيل تشن
ميشيل تشن (بالصينية المبسطة: 白冰)‏ هي مغنية وممثلة صينية، ولدت في 2 مايو 1986 بشيان في الصين.

## وصلات خارجية
- ميشيل تشن على موقع IMDb (الإنجليزية)
- ميشيل تشن على موقع قاعدة بيانات الفيلم (الإنجليزية)